# Tonight, Tonight
Singles de Smashing Pumpkins
1979
(1996) Thirty-Three
(1996)
Tonight, Tonight est un single des Smashing Pumpkins, le troisième extrait de l'album Mellon Collie and the Infinite Sadness.

## Liste des pistes
1. Tonight, Tonight
2. Meladori Magpie
3. Rotten Apples
4. Jupiter's Lament
5. Medellia of the Gray Skies
6. Blank
7. Tonite Reprise

## Clip vidéo
Le clip vidéo s'inspire du film de Georges Meliès, Le Voyage dans la Lune. Il reprend les grandes lignes du scénario de ce dernier, avec quelques différences notables. Les astronautes sont remplacés par deux amoureux, joués par Tom Kenny et Jill Talley. Les deux voyageurs embarquent dans un dirigeable aux allures steampunk au lieu d'une fusée. Enfin, les étoiles sont remplacées par les membres des Smashing Pumpkins ainsi que par d'autres musiciens.

## Classements
| Chart (1996)                             | Peak position |
| ---------------------------------------- | ------------- |
| UK Singles (The Official Charts Company) | 7             |
| U.S. Billboard Modern Rock Tracks        | 5             |
| U.S. Billboard Mainstream Rock Tracks    | 4             |
| U.S. Billboard Hot 100                   | 36            |